# Aspergillsäure
Aspergillsäure ist ein Antibiotikum und Fungizid aus manchen Stämmen von Aspergillus flavus.

## Eigenschaften
Aspergillsäure ist toxisch, vermutlich teilweise als Chelator aufgrund einer Bindung von Calcium-Ionen. In Mäusen können Dosen von über 5 Milligramm zu Krämpfen und zum Tod führen. Aspergillsäure besitzt eine verminderte Wirksamkeit in Anwesenheit von Eisen-Ionen.

## Darstellung

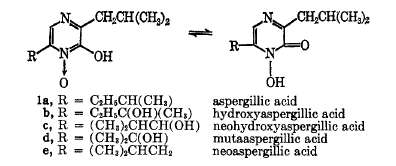
Analoga der Aspergillsäure

Aspergillsäure kann aus Zellkulturen extrahiert werden. Verschiedene Stämme von Aspergillen produzieren unterschiedliche Analoga der Aspergillsäure, z. B. Flavacol aus Aspergillus flavus, das dann von Aspergillus sclerotiorum am Stickstoffatom zu Neoaspergillsäure hydroxyliert werden kann. Durch weitere Hydroxylierung entsteht Neohydroxyaspergillsäure.

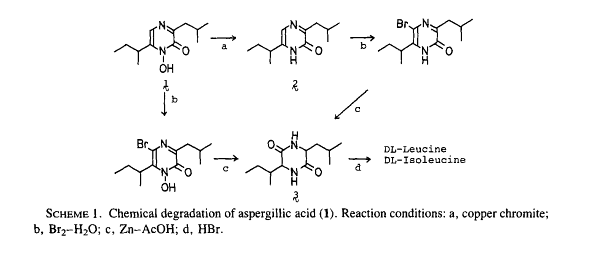
Abbau von Aspergillsäure

Eine Totalsynthese für racemische Aspergillsäure wurde beschrieben. Aspergillsäure kann zu Leucin und Isoleucin abgebaut werden.

## Geschichte
Edwin C. White und Justina H. Hill entdeckten 1940 eine bakterizide Wirkung gegen Gram-positive und Gram-negative Bakterien in Filtraten von Trypton-Salz-Kulturmedien, nachdem ein Stamm von Aspergillus flavus darin kultiviert wurde. Im Jahr 1943 wurde Aspergillsäure kristallisiert.